# Motorpsycho
Motorpsycho är ett norskt rockband från Trondheim. Bandet består av Bent Sæther på basgitarr och sång, Hans Magnus "Snah" Ryan på gitarr och sång, och Tomas Järmyr på trummor. Sedan 2013 medverkar även den svenske gitarristen Reine Fiske.
Musiken är väldigt varierad, men har tydligast inslag av psykedelisk rock och vanlig rock. Bandnamnet togs från Russ Meyers film med samma namn från 1965.

## Medlemmar
Nuvarande medlemmar
- Bent Sæther – sång, basgitarr, gitarr, keyboard, trummor (1989– )
- Hans Magnus Ryan ("Snah") – sologitarr, keyboard, mandolin, fiol, basgitarr (1989– )
- Tomas Järmyr – trummor (2017– )

Tidigare medlemmar
- Kenneth Kapstad – trummor, keyboard, sång (2007– 2016)
- Helge Sten ("Deathprod") – keyboard, theremin (1991–1994, 2007)
- Håkon Gebhardt – trummor, sång, banjo (1991–2005)
- Kjell Runar Jenssen ("Killer") – trummor (1989–1991)
- Lars Lien – keyboard, sång (1994)
- Morten Fagervik ("Lolly") – rytmgitarr, keyboard (1994–1996)

Bidragande musiker (studio/live)
- Ole Henrik Moe ("Ohm") – violin, såg, piano (1996–1998, 2013)
- Baard Slagsvold – keyboard, sång (1999–2003)
- Jacco van Rooij – trummor (live 2006)
- Øyvind Brandtsegg – programmering (studio 1994; live 2006)
- Ståle Storløkken – keyboard (2011–2012)
- Reine Fiske – gitarr (2013– )

## Diskografi
Studioalbum
- 1991 – Lobotomizer
- 1993 – Demon Box
- 1996 – Timothy's Monster
- 1995 – Blissard
- 1997 – Angels and Daemons at Play
- 1998 – Trust Us
- 2000 – Let Them Eat Cake
- 2001 – Phanerothyme
- 2002 – It's a Love Cult

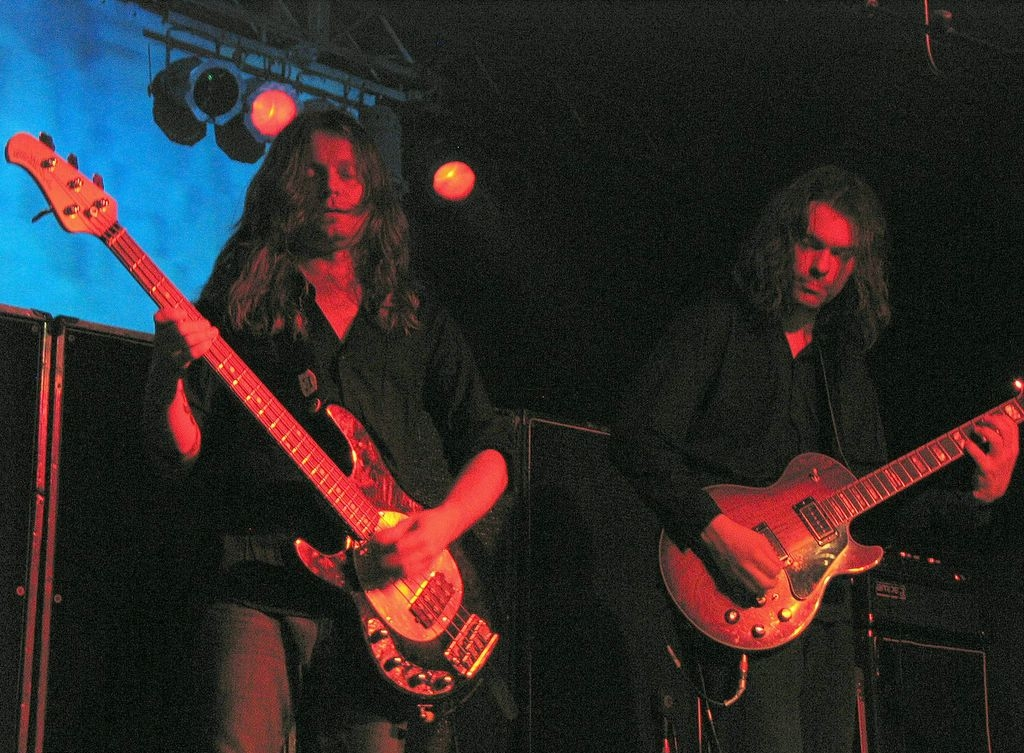
Motorpsycho i Skaters Palace, Münster 5 maj 2006.

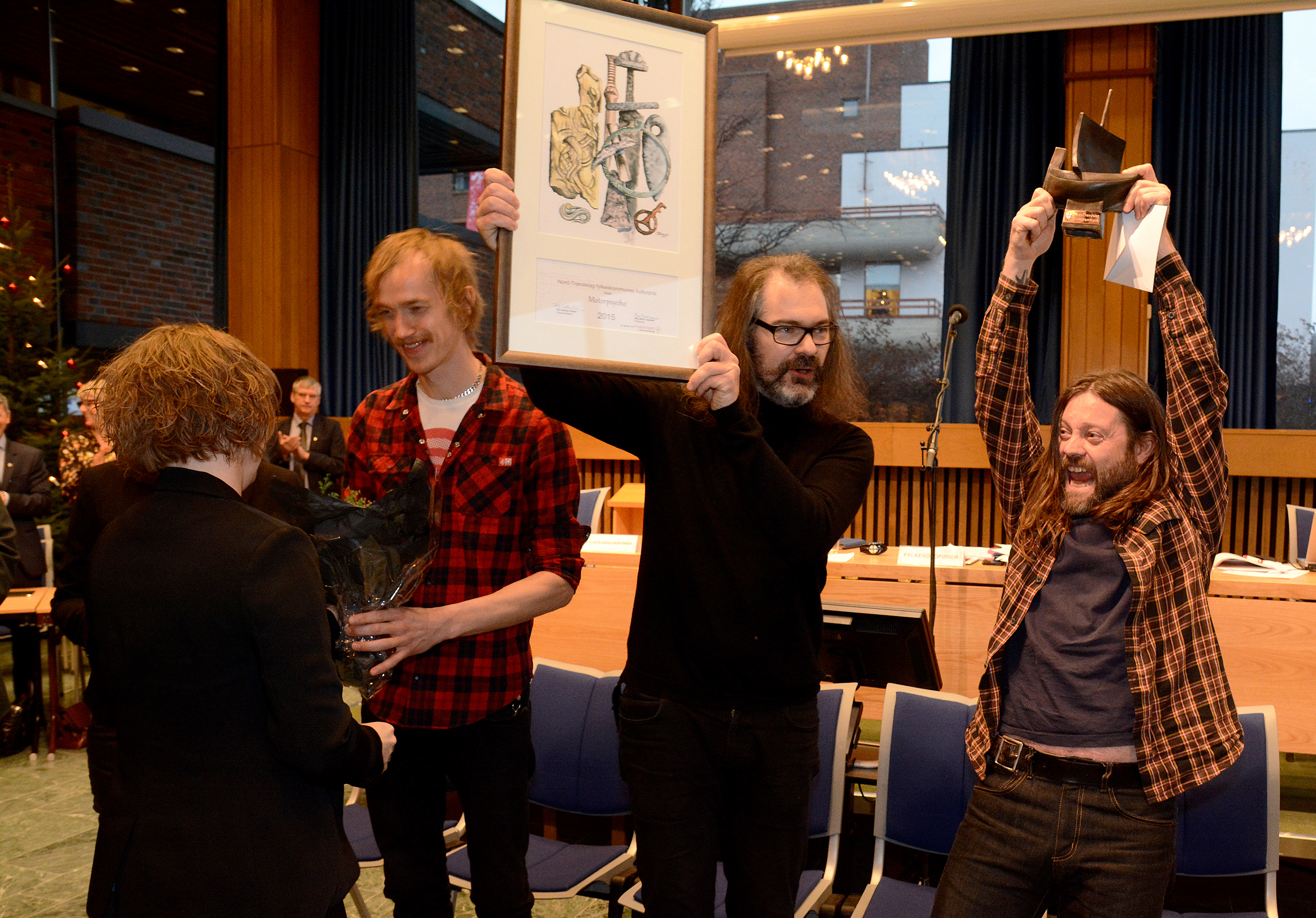
Motorpsycho mottog "Nord-Trøndelag fylkes kulturpris" 2015.

- 2003 – In the Fishtank (Motorpsycho / Jaga Jazzist)
- 2006 – Black Hole / Blank Canvas
- 2008 – Little Lucid Moments
- 2009 – Child of the Future
- 2010 – Heavy Metal Fruit
- 2012 – The Death Defying Unicorn (Motorpsycho / Ståle Storløkken)
- 2013 – Still Life With Eggplant
- 2014 – Behind The Sun
- 2014 – The Motorpnakotic Fragments
- 2017 – The Tower
- 2017 – Begynnelser (Music From An Imagined Play)
- 2019 – The Crucible
- 2020 – The All is One
- 2021 – Kingdom of Oblivion
- 2022 – Ancient Astronauts

Album som Motorpsycho & Friends
- 1994 – The Tussler – Original Motion Picture Soundtrack

Album som The International Tussler Society
- 2004 – Motorpsycho Presents The International Tussler Society

Livealbum
- 1999 – Roadwork Vol. 1: Heavy Metall Iz a Poze, Hardt Rock Iz a Laifschteil, Live in Europe 1998
- 2000 – Roadwork Vol. 2: The MotorSourceMassacre (Motorpsycho / The Source & Deathprod)
- 2011 – Roadwork Vol. 4: Intrepid Skronk
- 2011 – Strings Of Stroop - Motorpsycho Live At Effenaar
- 2015 – En Konsert for Folk Flest (Motorpsycho & Ståle Storløkken)
- 2018 – Roadwork Vol.3 The Four Norsemen Of The Apocalypse Live At The Paradiso, Amsterdam, November 23, 2002
- 2018 – Roadwork Vol. 5: Field Notes - The Fantastic Expedition Of Järmyr, Ryan, Sæther & Lo Live In Europe 2017

EP
- 1990 – Maiden Voyage
- 1992 – Soothe
- 1993 – Mountain EP
- 1994 – Another Ugly EP
- 1994 – Wearing Yr Smell
- 1996 – Mot riving (Motorpsycho / Tre små kinesere)
- 1996 – The Nerve Tattoo
- 1996 – Manmower
- 1997 – Lovelight - Angels and Demons at Play III
- 1997 – Baby Scooter
- 1997 – Have Spacesuit, Will Travel
- 1997 – Lovelight
- 1997 – Starmelt EP
- 1998 – Ozone
- 1998 – Hey, Jane
- 2000 - Walking with J.
- 2001 – Barracuda
- 2002 – Serpentine EP

Singlar
- 1992 – "3 Songs for Ruth"
- 1993 – "Into the Sun" / "Surprise" (Motorpsycho / Hedge Hog)
- 1996 – "Mad Sun" / "Nobody Likes Me" (Motorpsycho / Alice Cooper)
- 1996 – "Sinful, Wind-Borne"
- 2001 – "Go to California"
- 2001 – "The Slow Phase Out"
- 2002 – "Go to California" / "Broken Imaginary Time" (Motorpsycho / The Soundtrack of Our Lives)
- 2002 – "Serpentine"
- 2006 – "Hyena" / "Bonny Lee"
- 2010 – "X-3 (Knuckleheads in Space)" / "I.C.U (Boinganoid)"
- 2010 – "The Visitant"
- 2014 – "Stay Young" / "These Are Days" (Motorpsycho / Sugarfoot)
- 2014 – "The Ninth Fragment - Toys"

Samlingsalbum
- 1992 – 8 Soothing Songs for Ruth

Demo/promo
- 1990 – Maiden Voyage (demo)
- 1994 – Promotor 1 EMI (Gratis med de första kopiorna av Timothys Monster)
- 1994 – Stickman Promotor 2

## Utmärkelser
- 1994: Spellemannprisen i klassen "Beste omslag", för albumet Timothy's Monster skapad av Kim Hiorthøy[5]
- 1996: Spellemannprisen i klassen "Beste rockartist", för albumet Blissard[5]
- 1997: Spellemannprisen i klassen "Hardrock", för albumet Angels and Daemons at Play[5]
- 1999: Gammleng-prisen i klassen "Pop/Rock"
- 2000: Spellemannprisen i klassen "Rock", för albumet Let Them Eat Cake[5]
- 2010: Edvardprisen för albumet Child of the Future[6]